# Nyngan
Nyngan – miasto w Australii, w stanie Nowa Południowa Walia.